# Intermodalny transport pasażerski

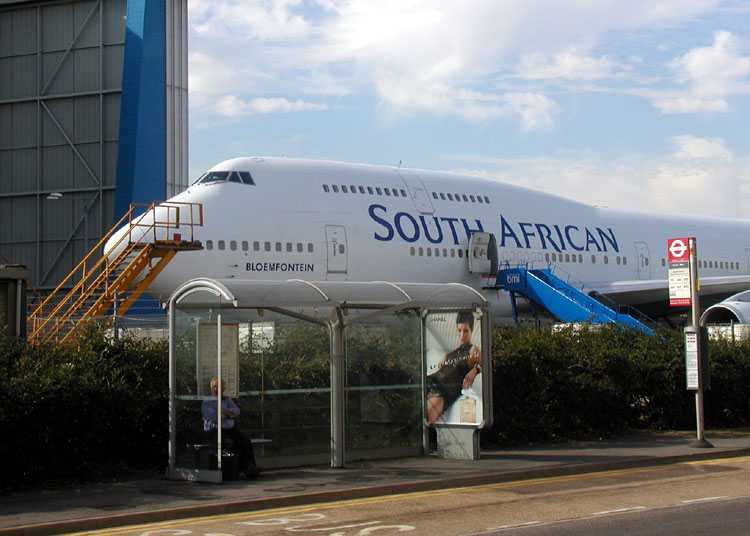
Przystanek autobusowy na lotnisku Londyn (Heathrow) w Anglii.

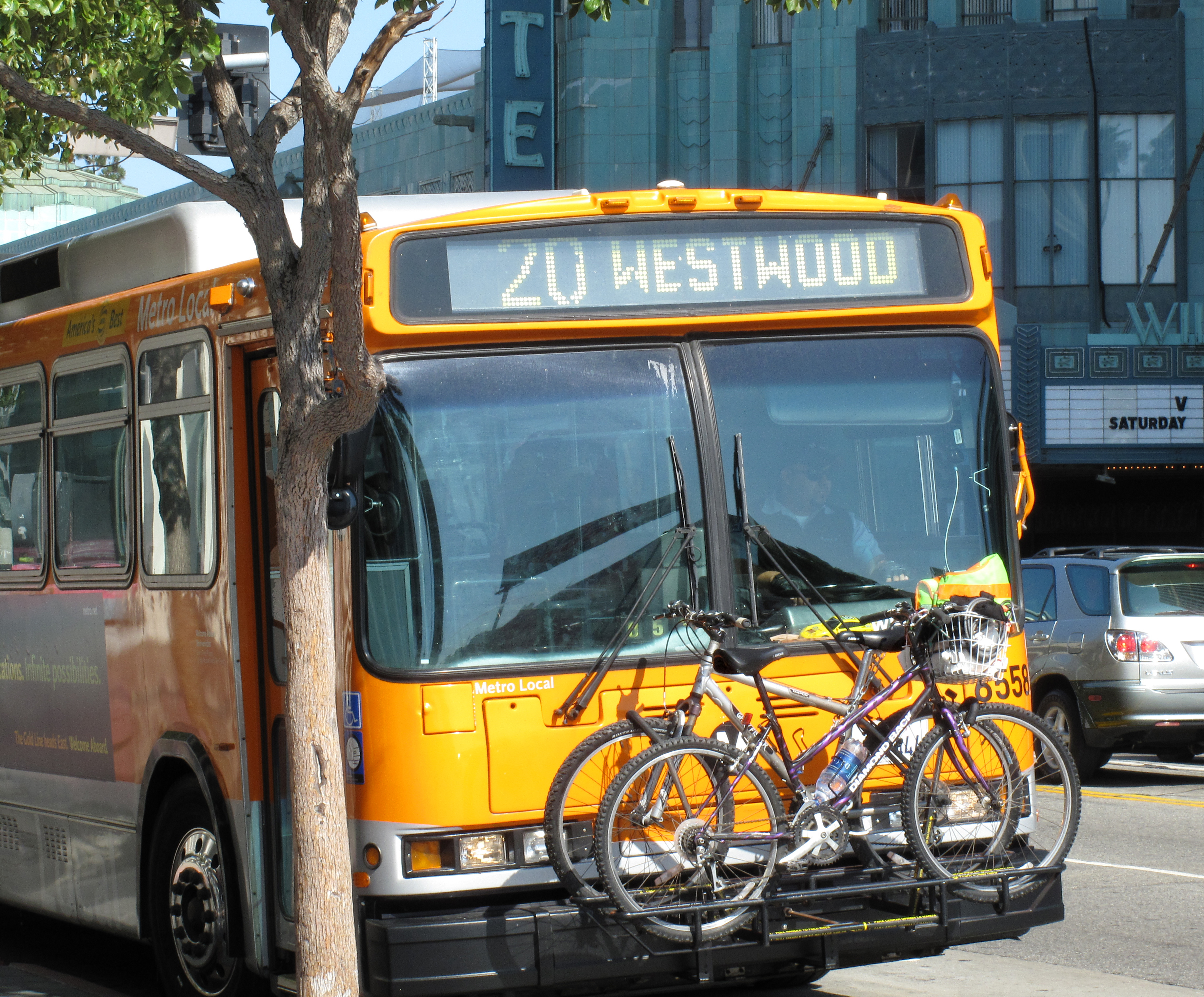
Dwa rowery na stojaku autobusu metra w Los Angeles

Intermodalny transport pasażerski polega na korzystaniu z dwóch lub więcej środków transportu podczas podróży. Dojazdy w trybie mieszanym są często wykorzystywane do łączenia mocnych stron (i równoważenia słabych) różnych opcji transportu; Głównym celem nowoczesnego intermodalnego transportu pasażerskiego jest zmniejszenie uzależnienia od samochodu jako głównego środka transportu naziemnego oraz zwiększenie wykorzystania transportu publicznego. Aby pomóc podróżnym, opracowano różne narzędzia do planowania podróży intermodalnych, takie jak Rome2rio i Google Maps, aby pomóc podróżnym zaplanować i zaplanować podróż.
Dojazdy do pracy w trybie mieszanym często koncentrują się na jednym typie szybkiego transportu, takim jak kolej regionalna / kolej miejska, do której na początku lub na końcu podróży dołączane są opcje niskiej prędkości (np. autobus, tramwaj lub rower). Pociągi oferują szybki przejazd z przedmieścia do centrum, gdzie pasażerowie mogą wybrać sposób zakończenia podróży. Większość środków transportu zawsze była wykorzystywana intermodalnie; na przykład ludzie korzystali z dróg lub kolei miejskiej na lotnisko lub międzyregionalną stację kolejową.

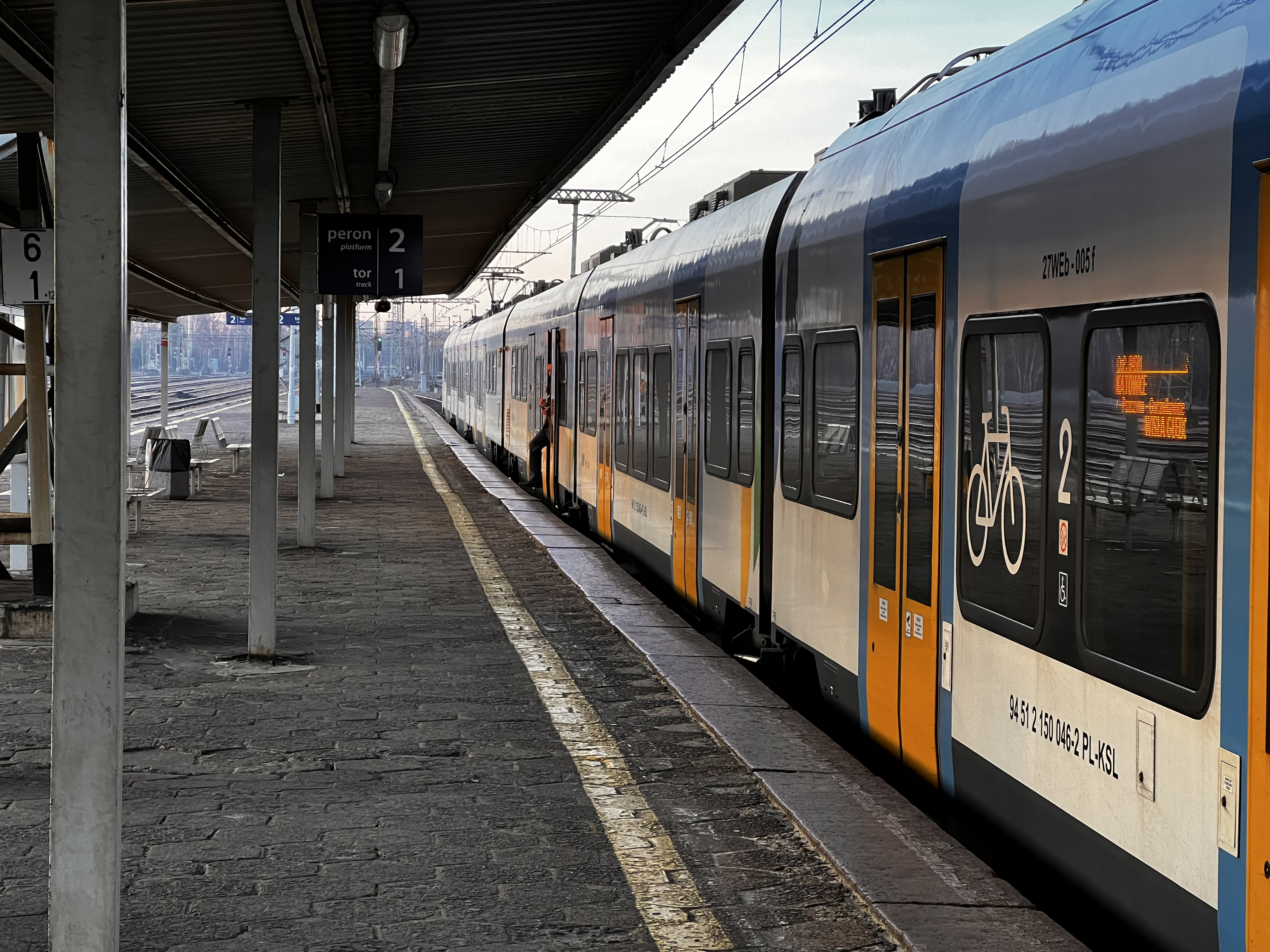
Oznaczenie miejsca do przewozu rowerów w pociągu Kolei Śląskich

## Miejskie dojazdy do pracy w trybie mieszanym
Systemy transportu publicznego takie jak kolej miejska lub metro, są najbardziej wydajnymi środkami z największą przepustowością do transportu pasażerskiego w miastach. W związku z tym dojazdy do pracy w trybie mieszanym w środowisku miejskim są w dużej mierze poświęcone najpierw doprowadzeniu ludzi do sieci kolejowej, a następnie opuszczeniu sieci kolejowej do miejsca docelowego.

### Popularne rozwiązania intermodalnej komunikacji miejskiej

#### Parkuj i Jedź

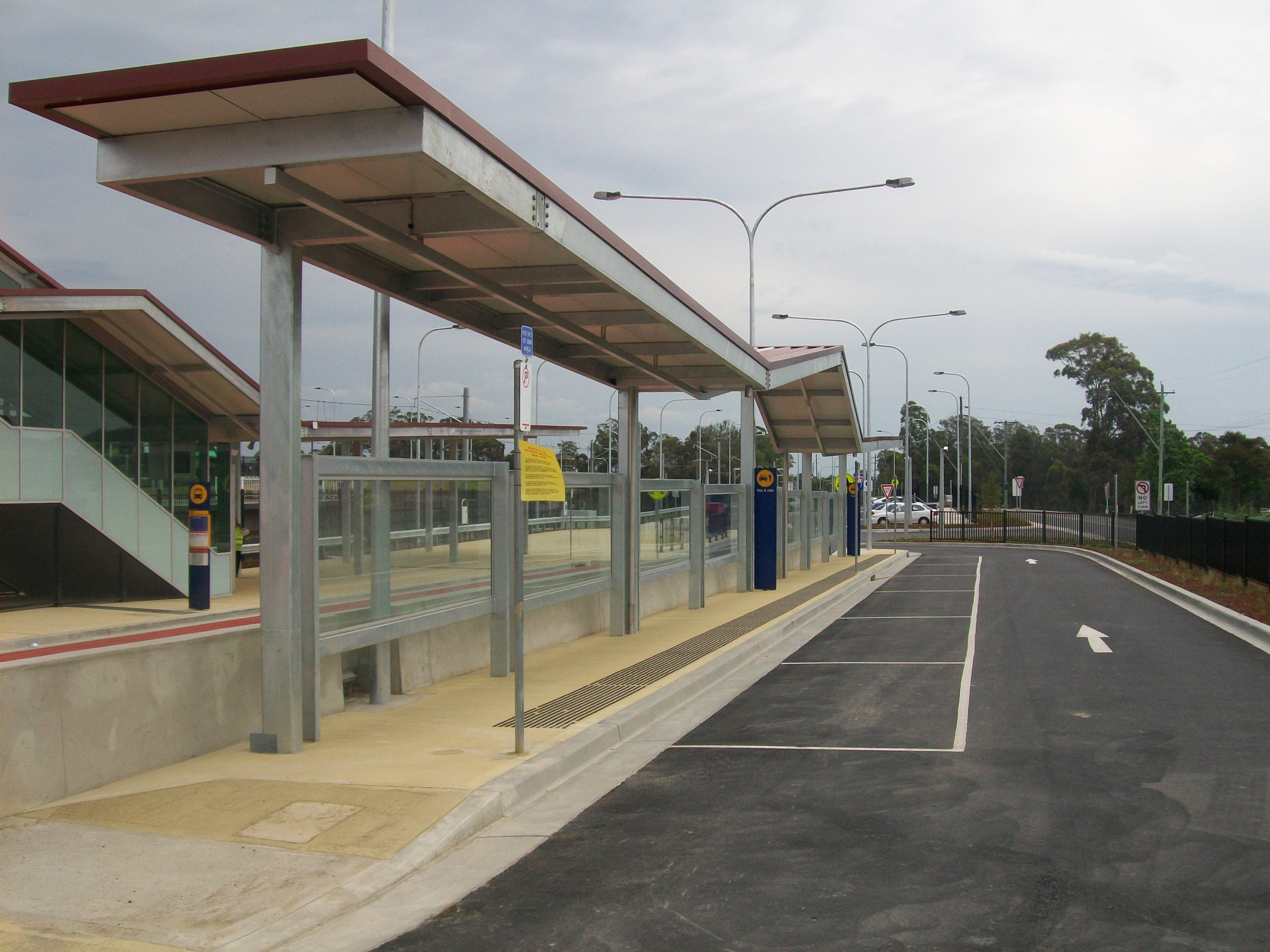
Zaparkuj i jedź na stacji kolejowej Schofields w Australii

Popularna nazwa dla rozwiązań parkingowych dla samochodów osobowych w pobliżu przystanków transportu publicznego; Miejsca parkingowych dla osób przesiadających się na transport zbiorowy.

#### Centra przesiadkowe

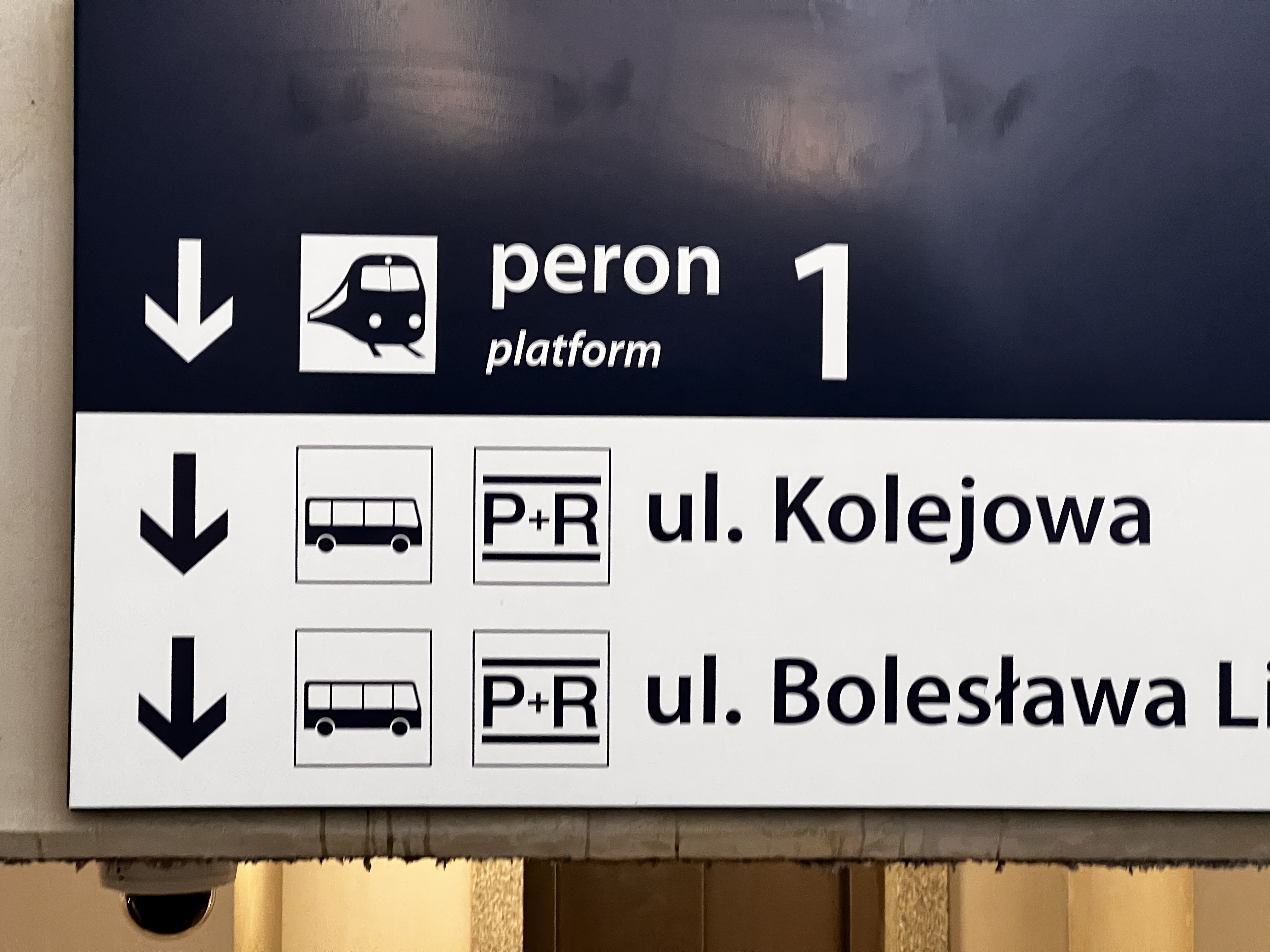
Tablice wskazujące kierunek dojścia do Park+Ride na stacji kolejowej Dąbrowa Górnicza

Jednym z rozwiązań w dużych miast jest łączenie sieć kolejowej, sieci autobusowej, sieci tramwajowej i trolejbusowej oraz metra poprzez węzły i centra przesiadkowe.

#### Bike and ride

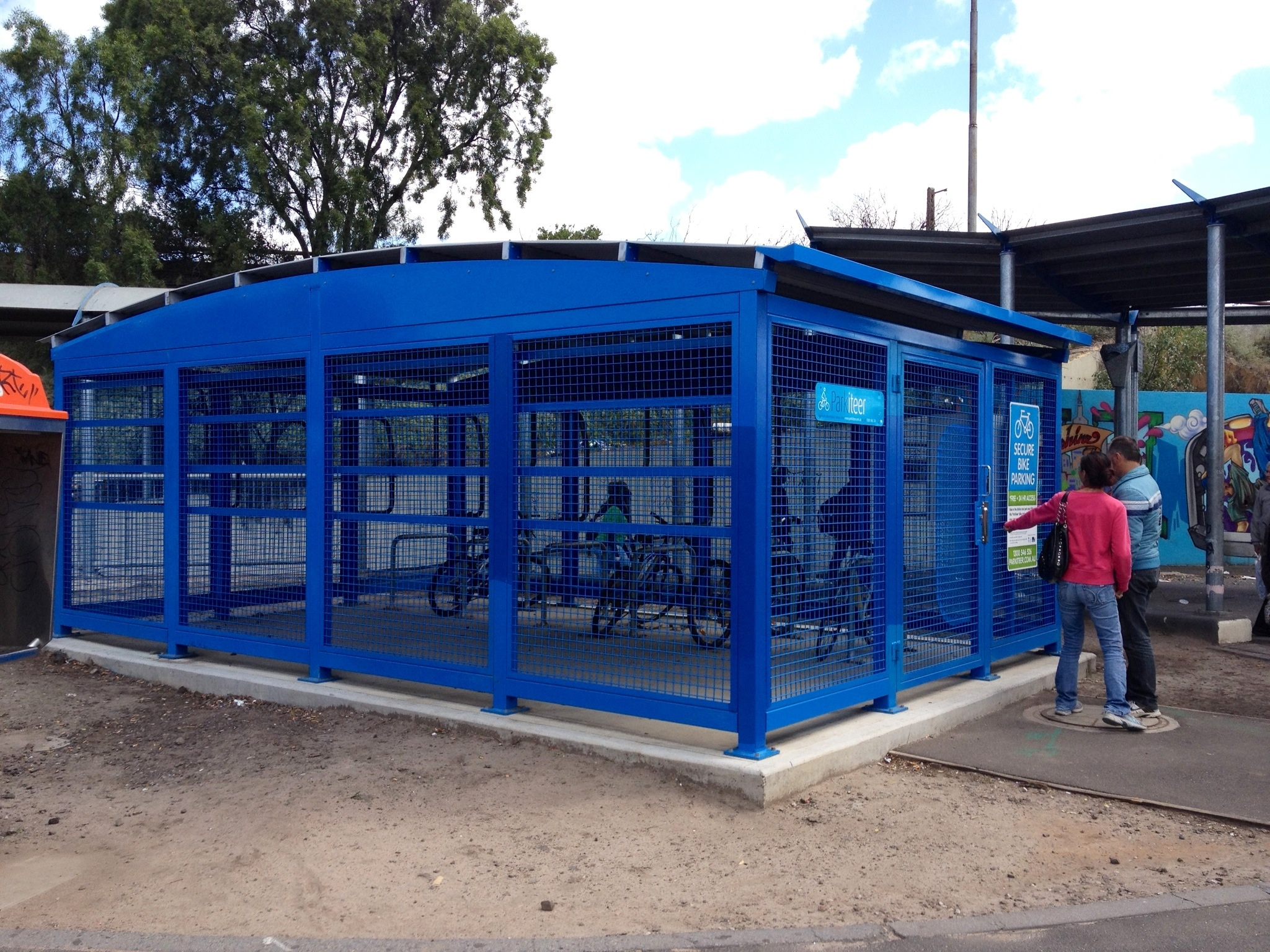
Stacja parkingowa dla rowerów Parkiteer na stacji kolejowej Sunshine w Melbourne w Australii

Rowery są używane do przemieszczania się do i z pociągów oraz innych stacji transportu publicznego; ta forma intermodalnego transportu pasażerskiego jest często nazywana „Bike and Ride” (B+R).
Niektóre systemy pociągów, autobusów i promów umożliwiają osobom dojeżdżającym zabieranie rowerów na pokład, umożliwiając rowerzystom jazdę punkt – punkt na obu końcach podróży; Czasami są ograniczenia do okresów podróży poza szczytem; W niektórych miastach rowery są dozwolone w pociągach i autobusach.
Innym rozwiązaniem jest program wypożyczania rowerów publicznych umożliwiający osobom dojeżdżającym do pracy korzystanie z publicznego roweru między stacją transportu publicznego a stacją dokującą w pobliżu ich miejsca początkowego lub docelowego.

## Międzyregionalne dojazdy w trybie mieszanym

### Intermodalny transport pasażerski obejmujący podróże lotnicze

#### Połączenie kolejowe z lotniskiem

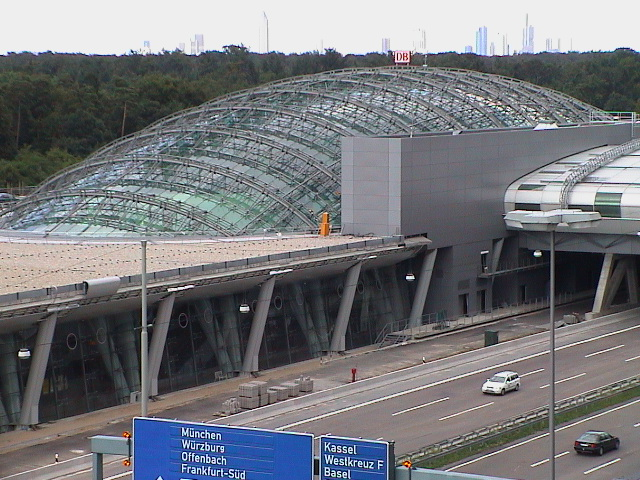
Stacja dalekobieżna na lotnisku we Frankfurcie

Z racji tego, że lotniska znajdują się zazwyczaj w znacznej odległości od miasta lub jego centrum, dość często obsługa połączenia do lotniska opiera się na systemie kolei miejskiej (aglomeracyjnej). Jeśli lotnisko jest bliżej centrum, dojazd możliwy jest metrem (np. w Lizbonie), jeszcze rzadziej, i to raczej tylko w przypadku mniejszych lotnisk – tramwajem (np. w Tallinie).
W Polsce jako pierwszy Port lotniczy w Balicach uzyskał kolejowe połączenie z centrum miasta. Pociągi zaczęły kursować do krakowskiego lotniska już pod koniec maja 2006 roku, z wykorzystaniem jednotorowej, niezelektryfikowanej linii kolejowej nr 118. Połączenie kolejowe do warszawskiego lotniska Chopina zostało uruchomione w 2012 roku dzięki wybudowaniu częściowo podziemnej, blisko dwukilometrowej linii kolejowej nr 440 z Warszawy Służewca do stacji Warszawa Lotnisko Chopina. Kolej do lotniska w Lublinie dociera niemal od początku jego funkcjonowania, tj. od końca 2012 roku zelektryfikowaną jednotorową linią kolejową o długości 2,2 kilometra. Kolej na gdańskie lotnisko im. Lecha Wałęsy dociera od 2015 roku wraz z budową Pomorskiej Kolei Metropolitalnej łączącej Gdańsk Wrzeszcz z Kaszubami i Gdynią przez Gdańsk Osowę. Port lotniczy w podszczecińskim Goleniowie ma swoją linię kolejową, dowożącą pasażerów w okolice terminala od czerwca 2016 roku. W czwartym kwartale 2023 roku zostanie uruchomione połączenie kolejowe z Metropolii GZM do pobliskiego lotniska Katowice–Pyrzowice.

### Samochody w pociągach
Na świecie istnieje kilka systemów kolei pasażerskich oferujących usługi, które pozwalają podróżnym zabierać ze sobą samochody. Zwykle składają się one z wagonów do przewozu samochodów dołączonych do zwykłych pociągów pasażerskich, ale niektóre pociągi specjalne działają wyłącznie do transportu samochodów, na trasach gdzie ruch samochodowy jest niemożliwy np. tunel pod kanałem La Manche.